# Sur le bout des doigts
Pour plus de détails, voir Fiche technique et Distribution.
Sur le bout des doigts est un film français réalisé par Yves Angelo et sorti en 2002.

## Synopsis
Julie, une petite fille de douze ans, vit seule avec sa mère, et passe ses journées à jouer du piano, mais l'image de perfection imposée par sa mère commence à lui peser.

## Fiche technique
- Titre alternatif : La musicienne
- Titre anglais : At My Finger Tips
- Réalisation : Yves Angelo
- Scénario : Yves Angelo, Philippe Claudel
- Production : Film Par Film, France 3 Cinéma, Rhône-Alpes Cinéma
- Image: Yves Angelo
- Musique : Philippe Cassard
- Montage : Susana Rossberg
- Durée : 88 minutes
- Date de sortie : 12 juin 2002 (France)

## Distribution
- Marina Hands : Juliette
- Anne Sophie Latour : Julie
- Martine Chevallier : Josette
- Thierry Hancisse : Pierre
- Pierre Charras : Raymond
- Pierre Kuentz : Daniel

## Distinctions
- Primé au festival du film de Bergame[1].

## Critique
Pour les Inrocks, le film est « un opus vaguement bergmanien, référence beaucoup trop grande pour un film sans parti pris fort de mise en scène ».